# Comuna Bistrica ob Sotli
Bistrica ob Sotli (Občina Bistrica ob Sotli) este o comună din Slovenia, cu o populație de 1.460 de locuitori (2002).

## Localități
Bistrica ob Sotli, Dekmanca, Črešnjevec ob Bistrici, Hrastje ob Bistrici, Križan Vrh, Kunšperk, Ples, Polje pri Bistrici, Srebrnik, Trebče, Zagaj